# Te he prometido
«Te he prometido» es una balada romántica de Nueva Ola de 1968 escrita por Leo Dan, incluida en su álbum homónimo, y otro de sus más reconocidos éxitos musicales. En 2018 la canción fue incluida en el álbum en vivo Celebrando una leyenda, en la que la interpreta junto al cantante argentino-venezolano Ricardo Montaner. Además en ese mismo año fue incluida en la película Roma como parte del soundtrack.

## Versiones
La canción se ha hecho por varios artistas tanto nacionales como internacionales y de diferentes géneros musicales, entre las cuales ellos son:
- Alberto Vázquez (rock / jazz)

- Kevin Roldán (reguetón)[11][12]
- Ricardo Montaner (pop)[13]
- Dread Mar-I (ska)
- Inspector (ska)[14]
- Grupo Bryndis (cumbia)
- El Poder del Norte (norteño)
- Chayín Rubio (regional mexicano)
- Mi Banda el Mexicano (technobanda)
- Luis Silva (música llanera venezolana)

## Posición en listas
| Año  | Lista                       | Versión | País      | Posición más alta | Ref.          |
| ---- | --------------------------- | ------- | --------- | ----------------- | ------------- |
| 1968 | Billboard Hits of The World | Leo Dan | Argentina | 2                 | [ 15 ]        |
| 1968 | Billboard Hits of The World | Leo Dan | Chile     | 6                 | [ 16 ]        |
| 1968 | Billboard Hits of The World | Leo Dan | Perú      | 9                 | [ 15 ] [ 16 ] |

## Certificaciones
| Región            | Certificación | Unidades | Ref.   |
| ----------------- | ------------- | -------- | ------ |
| México (AMPROFON) | Oro           | 75,000   | [ 17 ] |